# Walking on Sunshine (Fernsehserie)
Walking on Sunshine ist eine österreichische Fernsehserie, die seit dem 7. Jänner 2019 auf ORF 1 ausgestrahlt wird. Staffel 4 ist die vierte und finale Staffel der Serie.

## Handlung
Die Serie spielt in der Wetterredaktion des ORF-Zentrums. Im Mittelpunkt steht der ehemalige Zeit-im-Bild-Anchorman Otto, der nach einer Alkoholsucht und vier Jahren Auszeit in die Wetterredaktion strafversetzt wird. Die Serie erzählt von Hochs und Tiefs des Lebens – in menschlicher wie meteorologischer Hinsicht.

## Entstehung und Veröffentlichung
| Staffel | Folgen | Premiere      | Finale        |
| ------- | ------ | ------------- | ------------- |
| 1       | 10     | 7. Jan. 2019  | 4. März 2019  |
| 2       | 10     | 27. Jan. 2020 | 30. März 2020 |
| 3       | 10     | 20. Sep. 2021 | 6. Dez. 2021  |
| 4       | 10     | 25. Sep. 2023 | 23. Okt. 2023 |

Hergestellt wird die Serie von Dor Film. Die Dreharbeiten zur ersten Staffel fanden zwischen November und Dezember 2017 sowie von März bis August 2018 in Wien und Umgebung sowie Niederösterreich und Burgenland statt. 
Ende Februar 2019 kündigte ORF-eins-Channelmanagerin Lisa Totzauer eine zweite Staffel an. 
Die Dreharbeiten dazu starteten im Mai 2019, Erstausstrahlung war von 27. Jänner bis 30. März 2020. 
Am 17. August 2020 begannen die Dreharbeiten für zehn Folgen der dritten Staffel, die vom 20. September 2021 bis 6. Dezember 2021 ausgestrahlt wurde. 
Im Herbst 2021 wurde eine 10-teilige vierte Staffel angekündigt. Die Dreharbeiten für den ersten Block (Folgen 31–34) begannen am 3. November 2021 und dauerten bis zum 17. Dezember 2021. 
Der zweite Block (Folgen 35–40) wurde ab dem Frühjahr 2022 gedreht. Die Ausstrahlung war ab Herbst 2023.

## Besetzung
| Figur                                    | Darsteller                | Aktuelle Tätigkeit (Ende Staffel 4)       | Auftritte                                  |
| ---------------------------------------- | ------------------------- | ----------------------------------------- | ------------------------------------------ |
| Tilia Konstantin                         | Proschat Madani           | Ex-ORF-Generaldirektorin                  | 1.01–4.10                                  |
| Otto Czerny-Hohenburg                    | Robert Palfrader          | ORF-Generaldirektor                       | 1.01–4.10                                  |
| Lukas Jarić                              | Aaron Karl                | ORF-Wetterredakteur                       | 1.01–4.10                                  |
| Conny Ulrich                             | Selina Graf               | Ex(?)-ORF-Wetterredaktionsleiterin        | 1.01–4.10                                  |
| Karl Czerny-Wu (früher Czerny-Hohenburg) | Harald Windisch           | Ex-ORF-Generaldirektor                    | 1.02–4.10                                  |
| Jana Fischer                             | Tanja Raunig              | ORF-Wetterredakteurin                     | 1.02–4.10                                  |
| Johannes Möttl                           | Georg Rauber              | ORF-Wetterredakteur                       | 1.01–4.10                                  |
| Astrid Günesch                           | Heidelinde Pfaffenbichler | Sekretärin der ORF-Generaldirektorin      | 1.01–4.10                                  |
| Sue Sattel                               | Nicole Beutler            | Morgenexpress-Reporterin                  | 1.03–4.10                                  |
| Sandra Schön                             | Natalie Alison            | ORF-Wettermoderatorin                     | 1.01, 2.01–2.06, 2.08–4.10                 |
| Ekkehard Jennes                          | Claudius von Stolzmann    | ORF-Programmdirektor (entlassen?)         | 1.06–1.09, 2.01–2.02, 2.04–2.06, 4.01–4.10 |
| Madeleine                                | Maya Unger                | ORF-Wetterpraktikantin                    | 3.01–4.10                                  |
| Moritz Ritter                            | Ferdinand Seebacher       | Sekretär der ORF-Wetterredaktionsleiterin | 3.02–?                                     |
| Ignaz Klahr                              | Gregor Seberg             | Klub1-Moderator                           | 3.07–4.10                                  |

In weiteren Rollen sind zu sehen:
- Martina Zinner: Brigitte Merbacher-Vyzil
- Patrick Seletzky: Anton Penninger
- Doris Hindinger: Frantowski
- Katja Lechthaler: Hannelore Weichert
- Sophie Stockinger: Franziska Czerny-Hohenburg
- C.C. Weinberger: Wolfgang Schaller
- Birgit Linauer: Sabine Jarić
- Bernhard Schir: Hilmar Graumann
- Florian Sebastian Fitz: Patrick Jarić
- Margarethe Tiesel: Margarete Ahorner
- Sebastian Wendelin: Willi Hochweger
- Vladimir Korneev: Boris
- Daniel Wagner: Igor
- Alev Irmak: Nicky Kandoski
- Aleksandar Petrovic: Marko Tomcic
- Mercedes Echerer: Emilie Härtl/Maria Gruber
- Kristina Bangert: Xenia Czerny-Hohenburg
- Stefanie Dvorak: Frau Pichler
- Ines Honsel: Georgette Hoffinger
- Marius Zernatto: Leon Kaczmarek
- Martin Zauner: Bernhard Kapek
- Julian Schneider: Dampfl
- Helene Stupnicki: Samantha Schwab
- Alexander E. Fennon: Manfred Hasenkopf
- Barbara Kaudelka: Erzählerin
- Brigitte Jaufenthaler: Gabi Blaha
- Robert Finster: Obermetzler
- Klaus Ortner: Bäck
- Annette Holzmann: Milena Kojadinovic
- Peter Strauss: Niederreiter
- Martin Niedermair: Alf Awaritz
- Christoph Moosbrugger: Severin Pitzek
- Lukas Wurm: Anton Kamper
- Birgit Stauber: Fr. Bacher
- Kati Zambito: Corinna Hasenkopf
- Anna Suk: Heidi Summerer
- Katharina Klar: Elly
- Özaydin Akbaba: Ismet Ergün
- Lukas Walcher: Lorenz Irr
- Okan Cömert: Batuhan
- Gisela Salcher: Bürgermeisterin Dobnitztal
- Alexandra Schmidt: Dora
- Daniela Kong: Margot Wu
- Simon Hatzl: Barnabas Konstantin (ehemals Kampp)
- Martin Leutgeb: Františeks
- Dany Sigel: Therese Bär
- Lucy Gartner: Scarlett Hasenkopf
- Michael Rast: Leopold Staufenbach
- Brigitta Kanyaro: ???
- Julian Waldner: Erasmus Lang
- Eva Lindner: Mutter von Tilia Konstantin & Conny Ulrich
- Markus Hamele: Dorian Kummerlunder
- Maria Fliri: Erika West
- Alexander Diwiak: Christoph Rehkofel, Premierminister Lichtenburg
- Giorgio Spiegelfeld: ???
- Hemma Clementi: Magda Bulgari
- Arthur Klemt: Werner Schreitwieser
- Monica Reyes: Picea Richard
- Christina Scherrer: Alenica Stankovic
- Marianne Mendt: Anna Czerny-Hohenburg
- Max Meyr: Johnny Radfux
- Mariam Avaliani: Lamara Torelli
- Miriam Fussenegger: Sophie Mitterndorfer (ehemalig)

Cameo-Auftritte haben unter anderem Nadja Bernhard, Tarek Leitner, Gerda Rogers, Barbara Karlich, Marcus Wadsak, Christoph Feurstein, Rainer Pariasek, Arabella Kiesbauer, Lisa Schüller, Armin Wolf, Philipp Jelinek und die Puppenfigur Helmi.